# Pototan

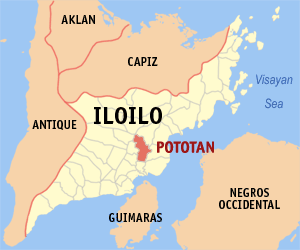
Bản đồ Iloilo với vị trí của Pototan

Pototan là một đô thị hạng 2 ở tỉnh Iloilo, Philippines. Thị xã này giáp Thành phố Passi về phía bắc, Zarraga về phía nam, New Lucena về phía đông, Dumangas về phía tây. Theo điều tra dân số năm 2000 của Philipin, đô thị này có dân số 61,206 người trong 11.777 hộ.
Thị xã nằm bên haibờ sông Suage, 30 km so với thành phố Iloilo.

## Các đơn vị hành chính
Pototan được chia ra 50 barangay.
| - Abangay - Amamaros - Bagacay - Barasan - Batuan - Bongco - Cahaguichican - Callan - Cansilayan - Casalsagan - Cato-ogan - Cau-ayan - Culob - Danao - Dapitan - Dawis - Dongsol | - Fundacion - Guinacas - Guibuangan - Igang - Intaluan - Iwa Ilaud - Iwa Ilaya - Jamabalud - Jebioc - Lay-Ahan - Primitivo Ledesma Ward (Pob. - Lopez Jaena Ward - Lumbo - Macatol - Malusgod - Naslo - Nabitasan | - Naga - Nanga - Pajo - Palanguia - Fernando Parcon Ward - Pitogo - Polot-an - Purog - Rumbang - San Jose Ward - Sinuagan - Tuburan - Tumcon Ilaya - Tumcon Ilaud - Ubang - Zarrague |